# Rutger ten Velde
Rutger ten Velde (Arnhem, 1997. március 5. –) holland válogatott kézilabdázó.

## Pályafutása

### Klubcsapatokban
Felnőttek között hollandiában az RKHV Volendamban játszott először. Innen igazolt a német harmadosztályba, a VfL Gummersbach tartalékcsapatába, a HS Gummersbach/Derschlaghoz. Itt egy szezont töltött, majd visszatért a volendami csapathoz egy év erejéig. 2017-ben lett a német másodosztályban szereplő Wilhelmshavener HV játékosa. Innen 2019-ben kiestek a harmadosztályba, ahonnan 2020-ban feljutottak, de 2021-ben ismét kiesőhelyen végeztek. 2021-ben a másodosztályban maradó TuS Ferndorfhoz igazolt. Azonban 2022-ben ez a csapat sem tudott bent maradni a ligában. Ten Velde azonban maradt a másodosztályban, miután leigazolta az első osztályból épp kiesett TuS Lübbecke. Két szezon után az első osztályban játszó Frisch Auf Göppingen játékosa lett.

### A válogatottban
2017 júniusában játszott először a holland válogatottban. Első világversenye a 2022-es Európa-bajnokság volt, ahol öt mérkőzésen 12 gólt szerzett a végül 10. helyen végző csapatban. Részt vett a 2023-as világbajnokságon is, ahol hat mérkőzésen 17 gólt ért el. A 2024-es Európa-bajnokságon ten Velde lett a válogatott első számú büntetőlövője és ennek is köszönhetően ő volt csapata leggólerősebb játékosa, 45 gólt szerzett a kontinensviadalon, amivel a góllövőlista ötödik helyére került.